# Torres romanes
Els romans construïen torres de vigilància o atalaies per a reforçar el control sobre el territori. A Catalunya abunden aquestes construccions estan situades prop de les vies de comunicació per observar els moviments però amb una certa distància de seguretat. La comunicació es realitzava amb senyals òptics i estaven situades en cadena de manera que des d'una torre es podien observar com a mínim dues torres. La dotació era mínima i la seva funcionalitat era transmetre la informació a ciutats o castrums on es podien prendre les decisions.
Algunes de les torres com la d'Osso per les seves dimensions eren en si mateixa petites fortaleses. Les de tipus costaner semblen tindre unes dimensions majors.
La distància entre torres ronda entre els 18 i els 22km que correspon a la meitat d'una jornada romana que son uns 45km.
- Castell de Castellnou d'Ossó
- El fortí romà de Tentellatge
- Tossal del monteró
- Castell de Montclar
- Torre romana de Castellví de Rosanes
- Fortí Romà de Burriac (castrum)
- Castell de Santa Florentina (castrum)

## Torres romanes vinculades a la via Augusta
- La Torre Roja
- Castellciuró
- Fortalesa ibero romana d'`Òlerdola
- Torrassa del Moro
- Torre de la Mora
- Torre romana del Puig a'Alia
- Castellot de Falgars, Torre Romana